# Родерік Неш
Родерік Неш (англ. Roderick Frazier Nash; нар. 1939) — один з найвідоміших сучасних американських істориків природоохорони. Є професором історії охорони природи в університеті Каліфорнії в Санта-Барбарі, автор десяти книг. Найбільш відомими його працями є: «Дика природа і американський розум» англ. "Wilderness and the american mind" (1967), що приніс йому світову популярність; «Американська екологія: читання з історії природоохорони» англ. "The american environment: readings in the history of conservation" (1968); «Права природи. Історія екологічної етики» англ. "The right of nature. A history of environmental ethics" (1988). Член редколегії журналу «Екологічна етика» (англ. Environmental ethics).
У СРСР і країнах СНД його праці не відомі.
Найбільша заслуга Родеріка Неша в тому, що у своїй книзі «Дика природа і американський розум», що витримала до 1973 р. сім видань і неодноразово доповненій, він проаналізував з історичних позицій зародження і розвиток ідеї дикої природи — найважливішого винаходу американської нації, тієї ідеї, яка зараз є наріжним каменем в сучасній ідеології природоохорони. Багато в чому завдяки саме Родеріку Нешу, американські природоохоронці першими усвідомили, що ідеал дикої природи — це велика пан-культурна ідея, до якої рано чи пізно прийдуть усі народи.
У 1982 р. він писав:
|  | У минулому Америки захист природи набирав найчастіше досить емоційну форму, часто несамовито захищаючи лише окремі місцевості або види: "Врятуйте Великий Каньйон!", "Зупиніть різанину дитинчат котиків!". Ці гасла вважалися аргументами (...). Сперечалися про гроші, вигоди, кіловат-години, площі, замість значущості диких річок і каньйонів. Потрібні були ідеї захисту дикої природи у вигляді філософії свободи, що лежить в основі захисту цивільних прав. Захисники ж природи були схильні до чуттєвих проявів, які давали волю уяві. Тільки підійшовши до межі 1990 року, вони почали мислити більш узагальнено і систематично. |

У чому ж полягало вміння мислити «більш узагальнено і систематично»? На думку Неша, американці стали розуміти, що дика природа — «Це місце, де ми відчуваємо наші витоки і нашу приналежність, де ми вчимося засвоювати, поважати, любити і пам'ятати». Неш повторює слідом за одним з одноплемінників, що світ дикої природи «старий і прекрасний, набагато глибший, ніж наш, він оточує і підтримує маленький світ людини».
Вивчаючи зміну ставлення американської науки до дикої природи, Родерік Неш чітко і переконливо показав те, про що американці лише, може, інтуїтивно здогадувалися. Це культ дикої природи, що має сильні корені і величезне значення в США. Багато в чому завдяки створеному культу дикої природи, американські природоохоронці змогли вплинути на громадську думку, на владні структури і домоглися значних успіхів в охороні дикої природи. Американський письменник Стегнер писав у 1960-х роках: «Якщо ми дозволимо загинути останнім ділянкам дикої природи, ми щось втратимо, як американці». Пізніше, вважає Родерік Неш, дика природа стала вважатися центральним символом американської національності.
Неш один з перших зазначив таку важливу якість ділянок дикої природи, як свобода. Території дикої природи — це справжні «резервуари свободи». Дуже цікаве його посилання на авторів антиутопій Д. Оруелла і О. Хакслі, згідно з якими тоталітарні держави воювали з дикою природою, адже вона підтримувала свободу думок і дій.
Зібравши воєдино сотні висловлювань на захист дикої природи американських письменників, філософів, природоохоронців, політичних діячів впродовж останніх півтора століть і прокоментувавши їх, Неш створив вражаюче історико-філософське полотно розвитку американської природоохоронної ідеології. Яка на нинішній день є однією з найкращих у світі.
Однак найбільш значущими аргументами на захист дикої природи Родерік Неш вважає наступні. Дика природа як Зовсім Інше, як антипод людської цивілізації, має право бути незалежною від інтересів людини.
Дика природа красива, загадкова, дика, божественна, вільна, моральна. І ми повинні цінувати її за таку неповторність. Яке ж майбутнє у ділянок дикої природи? Родерік Неш пише: «Ділянки дикої природи в майбутньому більше не будуть існувати з волі випадку або через недогляд. Дикі землі залишаться дикими тільки в результаті заздалегідь обдуманого рішення. Часи, коли окремі ділянки дикої природи були нікому не потрібні, минуть». Отже, ділянки дикої природи будуть зберігатися двома способами: в заповідниках, національних парках і поза ними, але завдяки закону про дику природу (як це зроблено в США і Канаді).
Проте туристи, які стануть відвідувати останні, повинні проходити суворе екологічне ліцензування згідно з правилом: « Нікому не дозволено перебувати серед дикої природи доти, поки він не доведе, що екологічно підготовлений».

## Публікації
- Нэш Р. Права природы. История экологической этики. — К.: Киев. эколого-культурный центр, 2001. — 180 с.
- Нэш Р. Дикая природа и американский разум. — К.: Киев. эколого-культурный центр, 2001. — 204 с.
- Nash R. The american environment: readings in the history of conservation. — California-London: Addison-Wesley Publishing Company, 1968. — 236 p.
- Nash R. The american invention of national parks. — American Quarterty, 1970. — 740 p.
- Nash R. Wilderness and the american mind. — New Haven and London: Yale Univ. Press, 1982. — 430 p.
- Nash R. The United States — why wilderness? // For the conservation of Earth, Fulcrum / Ed. V. Martin Golden, 1988. — Р. 194—201.
- Nash R. The right of nature. A history of environmental ethics. — Madison: Univ. Wisconsin Press, 1988. — 290 p.

## Про нього
- Борейко В. Е. Эссе о дикой природе. — К.: Киев. эколого-культурный центр, 2002. — 148 с.

## Ресурси Інтернету
- University of California, Santa Barbara entry
- Wilderness and the American Mind